# 396 f.Kr.
| 396 f.Kr.          |
| ------------------ |
| Dødsfald - Fødsler |
|                    |

## Begivenheder
- Rom erobrer efter 10 års krig byen Veji (eller Veii) som ligger 10 km nord for Rom.